# Суд — это я (фильм, 1953)
«Суд — это я» (англ. I, the Jury) — фильм нуар режиссёра Гарри Эссекса, который вышел на экраны в 1953 году.
Фильм поставлен по одноимённому роману известного криминального автора Микки Спиллейна и рассказывает о частном сыщике Майке Хаммере (Бифф Эллиот), который решает отомстить за убийство своего боевого товарища. По ходу расследования Майк раскрывает несколько преступлений, подвергается покушениям и избиением, сам избивает и убивает, общается с сексуальными красавицами, и, в конце концов, вычисляет убийцу своего друга.
Фильм снимался в трёхмерном формате и был оснащён стереофоническим звуком.
Критика невысоко оценила картину, прежде всего, из-за неудачной игры актёра Биффа Эллиота в центральной роли Майка Хаммера. При этом постановка отдельных сцен режиссёром Гарри Эссексом, игра большинства остальных актёров, а также операторская работа Джона Олтона и музыка Франца Ваксмана были отмечены с положительной стороны.
Это первый фильм о Майке Хаммере, за которым последовали фильмы «Целуй меня насмерть» (1955), «Мой револьвер быстр» (1957) и «Охотники на девушек» (1963), а также телесериалы «Майк Хаммер» (1956), «Майк Хаммер Микки Спиллейна» (1984—1987) и «Майк Хаммер, частный сыщик» (1997).

## Сюжет
В Нью-Йорке незадолго до Рождества у себя дома однорукий страховой следователь Джек Уильямс (Роберт Свэнгер) рассматривает в ежегоднике колледжа фотографию некого Джона Хансена. В этот момент дверь приоткрывается, и кто-то убивает Джека из пистолета. Во время осмотра полицией места происшествия там появляется разъярённый частный детектив Майк Хаммер (Бифф Эллиот), который служил с Джеком на Тихоокеанском флоте во время войны, обещая отомстить за гибель своего боевого товарища и друга. Капитан отдела убийств Пэт Чамберс (Престон Фостер), который хорошо знает Майка, пытается успокоить его и предупреждает, чтобы тот не занимался самосудом, так как дело ведёт полиция. Уходя из квартиры, Майк набрасывается с кулаками на одного из репортёров, который пытается пошутить на счёт стиля поведения детектива. После его ухода Пэт подходит к репортёру, предлагая ему написать статью о том, что Майк занимается этим делом и у него уже есть подозреваемые. Майк приезжает к невесте Джека Мирне Девлин (Франсес Осборн), певице в ночном клубе и бывшей наркоманке, но она слишком расстроена, чтобы ответить на его вопросы. На следующий день в офисе Майка его секретарша Велда (Маргарет Шеридан) показывает детективу газетную статью «Суд — это я», в которой даётся понять, что Майк намерен найти и наказать убийцу Джека, и Майк понимает, что статья вышла специально, чтобы вызвать преступников на него. Кроме того, Пэт переслал ему список гостей с вечеринки у Джека, которая состоялась накануне убийства, полагая, что опрос этих лиц должен помочь найти преступника. Майк начинает вести расследование, идя по этому списку. Первым делом он наносит визит богатому промоутеру боксёрских боёв и коллекционеру произведений искусства Джорджу Калеки (Алан Рид), который живёт в собственном богатом доме в южной части штата Нью-Йорк. Калеки представляет ему проживающего с ним друга, студента колледжа Хэла Кайнса (Боб Каннингэм), который фигурировал в ежегоднике как Джон Хансен. Калеки утверждает, что они вместе уехали с вечеринки, и остаток вечера находились у себя дома. Выйдя на улицу, Майк видит через окно, как Калеки и Кайнс о чём-то ожесточённо спорят. Затем Майк приходит к привлекательной женщине, практикующему психоаналитику и писательнице Шарлотте Мэннинг (Пегги Кастл), у которой проходили курс лечения как Джек, так и Мирна. Шарлотта заигрывает с Майком, однако не сообщает по делу ничего интересного. Около дома Шарлотты Майка поджидает Пэт, который сообщает ему, что Кайнс съехал из дома Калеки, и кроме того, в Кайнса днём кто-то стрелял, и он уверен в том, что это был Майк. Кайнс селится в Нью-Йорке в том же доме, где живут сёстры-близнецы Эстер и Мэри Беллами (Тани Зейтц и Дрэн Зейтц), которые также были на вечеринке у Джека. Майк проникает в квартиру Кайнса и при обыске находит альбом с множеством совместных фотографий Кайнса и Калеки, сделанных в различных городах Европы, начиная ещё с довоенных времён. Когда Кайнс неожиданно заходит в комнату и пытается выстрелить в Майка, тот успевает отскочить в сторону, а затем избивает Кайнса. Покинув затем квартиру, Майк видит из-за угла, как вышедшая из лифта Эстер Беллами заходит к Кайнсу. После этого Майк поднимается в квартиру к Мэри Беллами, которая знала Джека ещё с тех пор, когда он работал охранником усадьбы её отца. Майк отбивается от попыток Мэри соблазнить его, после чего спрашивает её о вечеринке, выясняя, что в ту ночь Шарлотта отвезла её и Эстер домой, когда Мирна ушла после ссоры с Джеком.
Позднее Вельда находит и приглашает в офис Майка спившегося бывшего боксёра Киллера Томпсона, который рассказывает им, что Калеки, который когда-то был его менеджером, является хозяином нелегальной лотереи. Майк безуспешно обходит многочисленные точки в городе в поиске подтверждения этой информации, однако это приводит лишь к тому, что в одном из баров его жестоко избивают трое бандитов, требуя прекратить расследование. Майк приходит к Шарлотте, которая нежно обрабатывает его раны. Целуя Майка, Шарлотта говорит, что ничего не знает о лотерейных делах Калеки, который также был её пациентом. Одновременно она выясняет у Майка, не оставил ли Джек ему какое-либо послание. Через окно Майк забирается в охраняемую полицией квартиру Джека. На столе он находит записку от Пэта, который предвидел его появление, а также записную книжку Джека. В записной книжке содержится упоминание о девушке по имени Эйлин Виккерс (Мэри Андерсон), которая сменила имя на Мэри Райт. Как отмечено в книжке, она попала в тяжёлое положение, и Джек планировал отыскать её и направить к Шарлотте, которая могла бы ей помочь. Майк находит отца Эйлин, ветеринара Р.Х. Виккерса (Джон Куолен), который рассказывает, что его дочь сбежала из колледжа вместе с Джоном Хансеном, в которого была влюблена, и с тех пор пустилась во все тяжкие. Отчаявшийся отец попросил Джека, который знал Эйлин с детских лет, найти её и помочь вернуться ей к нормальной жизни. Последний раз мистер Виккерс видел дочь в ужасном состоянии две недели назад, и она сказала, что работает инструктором танцев в танцевальной студии Карлоса и Бониты. Майк приходит в эту студию, которая служит прикрытием для элитного публичного дома, и заказывает встречу с Эйлин в её персональной комнате. Хотя девушка шокирована новостью о смерти Джека, она рассказывает только, что он просил её обратиться за помощью к Шарлотте, а также хотел вывести студию на чистую воду. Чувствуя, что Эйлин играет более значимую роль, чем хочет представить, Майк уговаривает Пэта провести обыск в танцевальной студии, как это собирался сделать и Джек. Детективы задаются вопросом, зачем Джек собрал у себя несколько ежегодников колледжа различных лет, при этом, как выясняется, три из них пропали с места преступления. Майк и Пэт приезжают в библиотеку, где изучает ежегодники колледжа, обнаруживая в одном из ежегодников двадцатилетней давности фотографию Хэла Кайнса, который фигурирует там под именем Джон Хансен. Пэт, который получил информацию о том, что Хансен направился на встречу с Эйлин в танцевальную студию, уже дал указание провести там облаву. В танцевальной студии полиция обнаруживает в одной из комнат тела застреленных Эйлин и Хансена-Кайнса.
Майк допрашивает только что доставленного заплаканного Калеки, который говорит, что любил Кайнса как сына и готов заплатить любые деньги за поимку его убийц. Однако Майк обвиняет Калеки в том, что тот использовал Кайнса в течение двадцати лет, заставляя его выдавать себя за студента колледжа, чтобы поставлять девушек в танцевальную студию и вести другие преступные дела. Затем Калеки сообщает, что поссорился с Кайнсом из-за того, что тот завёл отношения с Эстер. Он предполагает, что Эстер могла застрелить Кайнса и Эйлин из ревности, когда увидела, что тот направился в танцевальную студию. Карлос и Бонита показывают тайный проход в студию, по которому убийца мог проникнуть туда незамеченным, после чего Пэт даёт указание их арестовать за содержание притона. Майк возвращается в свой офис, где его ожидает Шарлотта. Обсуждая с ней последние убийства, он замечает, что кто-то продолжает убивать людей с вечеринки Джека из кольта 45-го калибра, однако, как вскоре сообщает по телефону Пэт, Джека и Эйлин убили из разных пистолетов. Когда Шарлотта и Майк выходят из здания, кто-то стреляет в них из стремительно проезжающей машины, однако делает это неточно. Майк подбирает одну из пуль, которую Пэт отправляет на экспертизу. Среди ночи Майка будит его старый знакомый, бывший боксёр Бобо (Элиша Кук), который подрабатывает в универмаге Санта-Клаусом. Он предупреждает детектива, что на того объявил охоту «большой парень», главарь местной подпольной лотереи. Майк приезжает сначала к Мэри, а затем и Шарлотте, которые убеждены, что Эстер не могла никого убить, тем более Кайнса, в которого была влюблена. Перед расставанием Шарлотта и Майк целуются, и, похоже, между ними возникают серьёзные чувства.
Вскоре около дверей универмага обнаруживают застреленного Бобо, у которого находят люгер, из которого, как вскоре выясняется, был убит Кайнс. Однако Майк не верит в то, что Бобо мог быть членом банды убийц и у него не было никаких оснований убивать Кайнса. Также Майк не может понять, зачем Кайнс в течение двадцати лет выдавал себя за студента колледжа. Вельда высказывает версию, что, возможно, Кайнс руководил работой нелегальной лотереи в колледже, используя для прикрытия статус студента. Майк отправляется обыскать комнату Кайнса в общежитии колледжа, обнаруживая, там Калеки, сжигающего бумаги Кайнса. Калеки стреляет в Майка, но детектив успевает увернуться и ответным выстрелом застрелить Калеки. Забрав оружие Калеки и несгоревшие бумаги, Майк пытается бежать, однако его задерживает следивший за ним полицейский, которого направил Пэт. В участке Майк передаёт Пэту оружие Калеки и найденные бумаги, из которых следует, что Кайнс держал компромат на Калеки как гарантию того, чтобы тот его не убил. Затем они направляются в банк, чтобы осмотреть банковскую ячейку Калеки, обнаруживая, что она заполнена вывезенными из Европы уникальными ювелирными изделиями. Теперь детективы понимают, что Джек, вероятно, докопался до того, что Калеки и Кайнс в течение многих лет вели нелегальную торговлю крадеными драгоценностями из Европы, и что Калеки стоял во главе этой организации, и именно это послужило причиной убийства Джека. Однако оставался вопрос, кто прокладывает себе путь к руководству преступной организацией Калеки с помощью кольта. Экспертиза устанавливает, что Кайнса, Эйлин и Бобо убили, а также стреляли в Майка из одного и того же кольта 45 калибра, но это не тот кольт, из которого был застрелен Джек. Пэт сообщает Майку, что Мирна когда-то проходила по делу о банде воров драгоценностей, которым занимался Джек, и, возможно, Калеки каким-то образом смог заставить её убить Джека, однако Майк не верит в эту версию. Майк приезжает к Шарлотте, рассказывая ей, что они обнаружили у Калеки драгоценности, которые тот вместе с Кайнсом привозил из-за границы. Он также выяснил, что Кайнс на самом деле в два раза старше, чем себя выдавал, для того, чтобы в колледжах соблазнять и набирать новых девушек, таких как Эйлин, что было ещё одним направлением деятельности организации Калеки. По просьбе Пэта Майк и Шарлотта направляются в бар за пьяной Мирной, которую они отвозят на квартиру Шарлотты, чтобы она протрезвела. После ухода Майка Шарлотта вводит Мирне «сыворотку правды», пытаясь добиться у неё информации о том, что Джек рассказывал ей на вечеринке, в частности, о ней, но Мирна слишком пьяна, чтобы ответить на её вопросы. Тем временем Майк, предупреждённый Вельдой об опасности, приезжает по её вызову в свой офис, где на него набрасываются четверо бандитов Калеки, которые пришли отомстить за убийство босса. Они признают, что убили Кайнса, который стал слишком много на себя брать, а также Эйлин, которая просто случайно оказалась вместе с ним, но ничего не знают о Джеке. Бандиты собираются вывести Майка на улицу и подстроить ему несчастный случай, однако детективу удаётся вырваться и в ходе последующей драки справиться с бандитами и сдать их полиции. На допросе они рассказывают, что всем синдикатом руководил Калеки, который использовал коллекционирование искусства как прикрытие для поездок за границу и ввоза драгоценностей, однако они ничего не знают ни о Джеке, ни о кольте 45-го калибра, из которого его застрелили. Шарлотта приходит в участок, сообщая, что Мирна исчезла, и вскоре на проезжей части обнаруживают её труп. Всё выглядит так, как будто её сбил автомобиль, однако медицинский эксперт находит у неё на руке след от укола иглой, что подталкивает Пэта к мысли, что она снова стала употреблять наркотики и вернулась к прежней преступной деятельности, однако Майк утверждает, что когда забирал её из бара, она не была под наркотиками.
Наконец, Майк раскрывает загадку этого дела. У Калеки был миллионный бизнес по торговле драгоценностями, который он вёл вместе с Кайнсом, пока тот не решил, что ему надо обратиться к психоаналитику. Шарлотта под гипнозом вынудила Кайнса всё ей рассказать, после чего решила захватить этот бизнес с помощью убийств. Вернувшись в свой кабинет, Шарлотта видит Майка с оружием в руке, который обвиняет её в преступлениях, заявляя, что она использовала Кайнса, чтобы захватить бизнес Калеки, и когда тот это почувствовал, она подставила ему несчастного Бобо. Единственный, кто разгадал её план, был Джек, и она убила его, почти убедив Майка в том, что это сделал Калеки. И, наконец, она убила Мирну, которая могла что-то знать о расследовании Джека. Шарлотта раздеваясь, объясняется Майку в любви, говоря, что поэтому не смогла застрелить его, когда она выходили из парикмахерской. Пытаясь его соблазнить, Шарлотта говорит, что мир мог бы принадлежать им двоим, на что Майк отвечает: «Мне не был нужен весь мир, а лишь пространство для нас двоих». Обнимая его, Шарлотта тянется к спрятанному в горшке с цветами кольту, однако Майк опережает её и стреляет первым. Умирая, Шарлотта спрашивает: «Как ты мог?», на что Майк отвечает: «Это было просто».

## В ролях
- Бифф Эллиот — Майк Хаммер
- Престон Фостер — капитан Пэт Чамберс
- Пегги Кастл — Шарлотта Мэннинг
- Маргарет Шеридан — Вельда
- Алан Рид — Джордж Калеки
- Мэри Андерсон — Эйлин Виккерс
- Джон Куолен — доктор Р. Х. Виккерс
- Том Пауэрс — Милт Миллер
- Роберт Свэнгер — Джек Уильямс
- Франсес Осборн — Мирна Девлин
- Боб Каннингэм — Хэл Кайнс
- Тани Гатри — Эстер Беллами (как Тани Зейтц)
- Дрэн Хэмилтон — Мэри Беллами (как Дрэн Зейтц)
- Джо Бессер — Пит, лифтёр
- Пол Дубов — Марти
- Элиша Кук-младший — Бобо (в титрах не указан)

## Создатели фильма и исполнители главных ролей
Как написал историк жанра фильм нуар Дэвид Хоган, британский режиссёр Виктор Сэвилл в конце 1920-х и в 1930-е годы поставил несколько музыкальных комедий с участием актрисы и певицы Джесси Мэтьюз, сделав её в Соединённом королевстве крупной звездой. Имея в багаже такие популярные фильмы с Мэтьюз, как «Эвергрин» (1934) и «Сначала девушка» (1935), в конце 1930-х годов Сэвилл прибыл в Голливуд с намерением стать продюсером. По мнению Хогана, «работы Сэвилла были разного уровня» — с одной стороны, он продюсировал драму «Смертельный шторм» (1940) с Джеймсом Стюартом и фантастическую ленту «Доктор Джэкилл и мистер Хайд» (1941) со Спенсером Трейси, а с другой стороны, такие библейские эпики, как «Серебряная чаша» (1954) — тем не менее, он продолжал работать продюсером (а иногда и режиссёром) вплоть до начала 1960-х годов.
Как далее пишет Хоган, в 1947 году издательство E.P. Dutton опубликовало роман «Суд — это я» с участием нового частного детектива Майка Хаммера, который написал бывший автор комиксов Микки Спиллейн. «Дебютный роман Спиллейна был беспрецедентным, по крайней мере, для легальной продукции, по описаниям нанесения физических увечий и сексуальности, а также по очевидному одобрению того, с каким удовольствием Хаммер творит своё кровожадное мстительное правосудие».
По информации Хогана, Бифф Эллиот, который был чемпионом среди боксёров-любителей в Новой Англии, начал актёрскую карьеру на телевидении в 1951 году, успев за два года сыграть в пяти сериалах. Именно в этот момент Сэвилл принял решение взять 30-летнего актёра в качестве первого Майка Хаммера. Как отмечает критик, «Эллиот, у которого впереди была 40-летняя карьера, во время которой он часто играл агрессивных личностей, много работал над своим ремеслом и со временем стал приличным актёром», однако роль Майка Хаммера в этом фильме так и осталась его единственной главной ролью в кино.
Престон Фостер начал актёрскую карьеру в 1929 году, сыграв за почти 40-летнюю кинокарьеру более чем в 100 фильмах, среди них криминальные драмы «Я — беглый каторжник» (1932), «Две секунды» (1932), «Зарница» (1934), «Осведомитель» (1935), а позднее — вестерн «Я застрелил Джесси Джеймса» (1949) и фильм нуар «Тайны Канзас-Сити» (1952).
Пегги Кастл сыграла значимые роли в мелодрамах «Платёж по требованию» (1951) и «Чудо в дождь» (1957), фильмах нуар «Ривер-стрит, 99» (1953), «Долгое ожидание» (1954) Сэвилла и «Наводчик» (1955). «Умная, темноглазая Маргарет Шеридан, которая в 1951 году произвела сильное впечатление в своей дебютной роли в фантастическом фильме „Нечто из иного мира“» , после чего сыграла в военной драме «Минута до нуля» (1952) и криминальной драме «Алмаз» (1954), однако вскоре перешла на телевидение, а затем и вообще завершила карьеру, снявшись в итоге всего в шести фильмах.

## История создания фильма
Как пишет Хоган, «вышедший в 1948 году роман Микки Спиллейна „Суд — это я“ был продан миллионами экземпляров, и Виктор Сэвилл увидел коммерческий потенциал в его экранизации» . По информации «Лос-Анджелес Таймс», Сэвилл купил права на экранизацию этого и ещё одного романа Спиллейна за 230 тысяч долларов. Этот фильм стал первой продукцией продюсерской компании Сэвилла Parklane Pictures, вслед за которым она произвела ещё два фильма по романам Спиллейна — «Долгое ожидание» (1954) и «Целуй меня насмерть» (1955).
Сценарий фильма написал режиссёр Гарри Эссекс, «почистив» для киноверсии бестселлер Микки Спиллейна. Администрация Производственного кодекса при рассмотрении сценария настояла на том, чтобы продюсеры изменили нелегальный бизнес Калеки с наркоторговли на какой-либо другой, а также, чтобы Хаммер застрелил Шарлотту Мэннинг из самообороны, а не из мести.
Это первый полнометражный художественный фильм с персонажем Майком Хаммером или по роману Микки Спиллейна, он также стал дебютом в кино телевизионного актёра Биффа Эллиота.
Изначально фильм был снят в трёхмерном варианте, однако в большинстве кинотеатров он шёл в двухмерном виде.

## Другие фильмы с Майком Хаммером
В 1955 году вышел фильм Роберта Олдрича «Целуй меня насмерть», который сегодня считается лучшим фильмом о Майке Хаммере, а в 1957 году Parklane Pictures выпустила ещё один фильм с Майком Хаммером под названием «Мой револьвер быстр». Прочими фильмами с Майком Хаммером были «Охотники на девушек» (1963) режиссёра Роя Роулэнда, где Хаммера сыграл сам Спиллейн и фильм 1983 года «Суд — это я» режиссёра Ричарда Т. Хеффрона, где главную роль сыграл Арманд Ассанте.
Кроме того было выпущено три телесериала по Майка Хаммера — «Майк Хаммер» (1956) с Дареном Макгэвином в главной роли, «Майк Хаммер Микки Спиллейна» (1984—1987) и «Майк Хаммер, частный сыщик» (1997), в обоих роль детектива сыграл Стейси Кич.

## Оценка фильма критикой

### Общая оценка фильма
После выхода фильма на экраны кинообозреватель «Нью-Йорк Таймс» Говард Томпсон написал, что «после того, как продано уже 13 миллионов экземпляров детективных произведений Микки Спиллейна, казалось маловероятным, что у фильма не будет зрителей на премьере». И действительно, «кинотеатр наполнился поклонниками автора, которые игриво водрузили трёхмерные очки и откинулись в креслах, чтобы посмотреть, что сделал Голливуд с бульварной классикой беспредела, страданий и грязи». Как далее указывает критик, «несмотря на то, обширный актёрский состав из парней и куколок во главе с Биффом Эллиотом прогрызается сквозь круто сделанную картину Сэвилла, преданно следуя принципам Спиллейна», тем не менее картина смотрится «беспорядочно и вяло, как равнодушное выражение дани уважения фирменному стилю автора. Ведь Спиллейн, как известно, пишет горячо, а его сыщик, Майк Хаммер, является безжалостным и жестоким путешественником между спальней и баром, который несёт страшную месть своим врагам и укрощает одну за другой испепеляющих красавиц на своём пути. Однако, в фильме ничего этого нет». По мнению Томпсона, именно «из-за отсутствия остроты, более, чем чего-либо другого, фильм превращается в чистую ерунду».
Как написал в 1992 году историк нуарового кино Боб Порфирио, «это был первый из серии продюсированных Сэвиллом фильмов по Спиллейну, и, наверное, единственный фильм нуар, который был снят в трёхмерной технике». При этом, как пишет Порфирио, «большая часть садизма романов Спиллейна здесь отсутствует, за исключением поразительных начального и финального эпизодов». Несмотря на то, что «другие элементы насилия в романе удалены, тональность мачистской сексуальности сохраняется, включая глубоко укоренённое женоненавистничество Спиллейна и его неприязнь к гомосексуалистам». Историк кино Спенсер Селби назвал картину «грубым, жестоким фильмом, который соответствует тональности романа Спиллейна». С другой стороны, Кини отметил, что «фильм начинается и заканчивается ударными сценами, но, всё остальное между ними скучно и утомительно. Есть лишь несколько увлекательных сцен драк, но сюжет развивается медленно и слишком запутан, а Эллиот не убедителен в роли грубого и мужественного, женоненавистнического и гомофобного детектива». По мнению Кини, «настоящим Майком Хаммером был Ральф Микер в „Целуй меня насмерть“ 1955 года». Как полагает Дэвид Хоган, «любая адаптация приключений Хаммера получится хорошо или плохо в зависимости от силы актёра, играющего Хаммера», и именно слабый актёр в ключевой роли «губит этот фильм». Вместе с тем, по мнению Хогана, «жестокие сцены поставлены хорошо и убедительно. Картина открывается с ударного эпизода, когда в друга Хаммера стреляют в его квартире, после чего он в агонии ползёт по полу к камере, одна его рука вытянута к нам (фильм снимался в трёхмерном варианте), и в этот момент на экране взрывом возникают название и титры фильма». Далее Хоган обращает внимание на то, что «фильм распадается на отдельные сцены, каждая из которых умно представлена полноэкранной рождественской открыткой (и соответствующей музыкой), предворяя следующее место действия. Всё происходит довольно стремительно, и в сценарии есть требуемые сюжетные повороты, однако они отходят на второй план, как только начинаются драки и стрельба. И Билл Эллиот очень старается».

### Оценка работы режиссёра и творческой группы
Говард Томпсон полагает, что «лишённый Производственным кодексом своего садизма и секса, Майк Хаммер предстаёт как довольно скучный деятель. Сценарий и постановка Гарри Эссекса подбрасывают нашему герою несколько случайных драк, флиртов с квартетом готовых прийти ему на помощь красоток и семь свежих трупов, однако история так и остаётся просто обычным, заброшенным в дальний ящик, детективом». Остальные персонажи, по мнению обозревателя, «не менее стереотипны в своём шквале бессмысленных и злых крутых речей, среди них и псевдоколлекционер искусства, и раздражительный капитан полиции, и криминальные личности различного масштаба, и, конечно, дамы. Вместе с тем, мистеру Эссексу в общем удаётся заставить этих синтетических людей прыгать, ползать и красться». При этом следует отметить «отличную операторскую работу», в которой «ненавязчиво и тонко использованы преимущества трёхмерного изображения», а также «мрачный, атональный джазовый фон Франца Ваксмана». Однако, как считает Томпсон, эти сильные стороны картины «оказываются растраченными впустую».
Деннис Шварц считает, что «Гарри Эссекс написал и поставил непривлекательный фильм, даже несмотря на то, что при переносе на экран он вычистил значительную часть садизма романа». По мнению киноведа, «лучшей сценой фильма является кульминация, когда Хаммер направляет пистолет на Шарлотту, которая начинает раздеваться, одновременно сознаваясь в убийствах. Когда она тайком извлекает свой пистолет из домашнего куста цветов под видом того, что хочет заняться с Хаммером любовью, Хаммер первым убивает её». Однако, по словам Шварца, «фильму повезло, что его снимал выдающийся оператор Джон Олтон, который создаёт свои волшебные нуаровые кадры, придавая фильму мрачный облик. Однако из-за ограниченности бюджета Олтон не смог снять городские рождественские сцены на натуре, вместо этого передав царящее в городе настроение простым показом рождественских открыток». Шварц резюмирует своё мнение словами, что «Олтон не мог спасти этот скучный фильм от плохой актёрской игры, смехотворного диалога и неубедительного сценария». Порфирио отмечает, что «операторская работа Джона Олтона как всегда блестяща, хотя бюджетные ограничения вынудили применить такие приёмы, как рождественские открытки вместо полноценных кадров». Киновед также обращает внимание на «использование рождественской музыки, что напоминает о „Леди в озере“ (1947) Роберта Монтгомери», а последняя сцена, по мнению критика, выглядит как «более откровенная версия кульминации „Двойной страховки“, когда в момент объятий Хаммер стреляет практически голой Шарлотте в живот». По мнению Хогана, «Эссекс в качестве режиссера не более чем адекватен. Некоторые моменты статичны, и слишком многие сцены смотрятся так, как будто сняты камерой, которая была зафиксирована в одной точке». При этом критик отмечает «важный вклад в работу знаменитого оператора Джона Олтона», особенно подчёркивая, что «трёхмерные эффекты не чрезмерны». Кроме того, Хоган отмечает «великолепную постановку Эссексом титанической драки с участием множества лиц внутри знаменитого своей странностью Брэдбери-блидинга в Лос-Анджелесе», а также «потрясающие финальные кадры, когда Шарлотта начинает раздеваться перед Хаммером со словами: „Весь мир, Майк? Он мог бы быть твоим!“, на что Хэммер отвечает: „Я никогда не хотел мир! Лишь место для нас двоих!“, и этот момент становится лучшим у Эллиота. Самые последние строки романа не изменены и, безусловно, очень сильны».

### Оценка актёрской игры
Критики почти единодушно негативно оценили выбор Биффа Эллиота на роль Майка Хаммера. В частности, Томпсон назвал «настоящей загадкой» тот факт, почему «на роль самого крутого частного сыщика в истории жанра продюсер выбрал именно Эллиота, юношу с открытым лицом и манерами второкурсника». С другой стороны, по мнению критика, «Престон Фостер, Пегги Кастл, Маргарет Шеридан, Алан Рид и Джон Куолен стараются изо всех сил». Порфирио также посчитал «пагубным» выбор Эллиота на роль Майка Хаммера. «Присутствие Эллиота ощутимо слабо, и он не обладает тем типом личности, которая способна оказать драматическое воздействие». Деннис Шварц также считает, что «главная вина в плане плохой актёрской игры ложится на Эллиота. Он не заметен на экране, и, кроме того, превращает своего героя-мачо в неубедительного безликого грубияна». При этом «все актрисы являются стереотипными сексуальными дамами, среди них Пегги Кастл, Маргарет Шеридан, Франсес Осборн, Мэри Андерсон, а также разгульные сёстры-близнецы Тани и Дрэн Зейтц».
Как полагает Хоган, «либо Эллиот не смог справиться со своей неопытностью, либо режиссёр Эссекс не смог надлежащим образом поставить его игру. Почти постоянно одетый в плащ с абсурдными подложными плечами, Эллиот должен воплощать физическую силу и решительность Хаммера, однако его крикливая гримасничающая игра совершенно примитивна и неубедительна. Ключевое значение для истории имеет роман Хаммера с доктором Шарлоттой Мэннинг, блондинкой и восхитительной психиатрессой, которая говорит, что хочет помочь Хаммеру раскрыть убийство. У Эллиота и Кастл много интимных сцен, во время которых Кастл осмысленно доносит свои реплики, в то время как Эллиот просто озвучивает свои. Между ними нет никакой связи — ни как между актёрами, ни как между персонажами — и неловко смотреть на то, как Кастл тащит всю тяжесть работы на себе». Среди прочих актёров Хоган выделяет «Фрэнсис Осборн в роли жалкой пьяной невесты Джека, бродвейских танцовщиц Дрэн и Тани Зейтц в ролях гиперсексуальных близняшек, Престона Фостера в роли невероятно услужливого копа, Элишу Кука в роли безобидного пьяницы с выпученными глазами, Алана Рида в роли голубого бывшего промоутера боёв и Боба Каннингэма в роли его любовника». Кроме того, там есть «беззаботный лифтёр (Джо Бессер), ветеринар (Джон Куолен), которой пребывает в отчаянии по поводу своей заблудшей дочери (Мэри Андерсон), криминальный босс по имени Марти (Пол Дубов) и пара „испанских“ инструкторов по танцам (Рон Ронделл и Кэрол Тёрстон), которые оказываются чистокровными бруклинскими американцами». Как пишет Хоган, «Хаммер бушует и размахивает руками перед большинством из них, и позволяет самым красивым женщинам попытаться соблазнить себя». В частности, при первой встрече Шарлотта выходит к Хаммеру как королева бурлеска — в пеньюаре, — а одна из неотразимых блондинок-близнецов завлекает Хаммера длинной спиночесалкой, которой она покачивает многообещающе соблазнительным образом. По мнению Хогана, к сожалению, в данном случае Шеридан в роли «Вельды, секретарши и помощницы детектива, остаётся не у дел, так как сценарий не развивает никаких личных отношений между ней и Хаммером». Майк Кини отмечает игру Шеридан в роли «секретарши, которая, как и все женщины в фильме, кажется, не в состоянии противостоять мужественному частному детективу, Фостера в роли детектива отдела убийств, который пытается удерживать Эллиота в рамках, Кастл в роли сексуальной психиатрессы, у которой на уме больше, чем занятия психоанализом с милым частным сыщиком, а также ветерана нуара Кука, который играет недалёкого пчеловода, подрабатывающего Санта-Клаусом».